# Riacho do Sangue
Riacho do Sangue é um filme brasileiro de 1966 dirigido por Fernando de Barros, que também é autor do roteiro, ao lado do dramaturgo Luís Marinho (dramaturgo) e do produtor Walter Guimarães Mota. A trilha sonora é do maestro Guerra Peixe
Apesar dos letreiros e do cartaz, o filme acabou comercialmente conhecido pelo título errôneo "Riacho de Sangue".

## Censura
Lançado na vigência da ditadura militar, o filme teve dois certificados de censura, um liberando filme e trailer para 18 anos, outro rebaixando a idade-limite para 14 anos, após os cortes em diálogos e cenas de intimidade e violência.

## Sinopse
No vilarejo nordestino de Riacho do Sangue, um beato, com seus milagres, atrai a atenção de camponeses oprimidos pela seca e pela crueldade dos fazendeiros. Um tropeiro vem ajudar os camponeses contra as tropas do governo e de um coronel.

## Prêmios e indicações
- Prêmio Cidade de São Paulo, Júri Municipal de Cinema[1] (1966)

Vencedor nas categorias:
Melhor argumento (Walter G. Mota)
Melhor cenografia: (Apolo Monteiro)
- Festival de Santa Rita do Passa Quatro[1] (1966)

Vencedor na categoria:
Melhor atriz secundária (Gilda Medeiros)

## Elenco
- Alberto Ruschel .... Ponciano
- Maurício do Valle .... Floro Pereira
- Gilda Medeiros .... Rita do Brejo
- Turíbio Ruiz .... Divino
- Jacqueline Myrna .... Branca
- Ivan de Souza .... Quirino
- José Pimentel .... Antonio Menino
- José Carlos Cavalcanti Borges .... Coronel Pereira
- Leonildo Martins .... Beato Primo
- Ariosto Cantador
- Hermes da Hora
- Jaime Diniz
- Paulo Ferreira
- Plácido Galvão
- Jackson Gonçalves
- Herevaldo Holanda
- Marilena Lima
- Apolo Monteiro
- Pedro Motta
- José Policena
- Rubens Rubinsky
- Waineika Walther
- Sergio Warnovsky
- Olde Zonari